# Едуард фон Ґебгардт
Франц Карл Едуард фон Ґебгардт (13 червня 1838 — 3 лютого 1925) — балтійський німецький художник портретів та історичних сцен, професор Художньої академії Дюссельдорфа.

## Життєпис
Народився в родині Фердинанда Теодора фон Ґебгардта (1803–1869), ректора та члена Консисторської ради в Ревалі, та його дружини Вільгельміни, уродженої фон Ґлен (1808–1880). Він закінчив місцеву гімназію в шістнадцять років і вступив до Імператорської Академії мистецтв у Санкт-Петербурзі, де провчився три роки.
Потім він провів два роки в подорожах, провівши деякий час у Карлсруе, де відвідував уроки в Академії образотворчих мистецтв. Він прибув до Дюссельдорфа в 1860 році і став учнем Вільгельма Зона, який надав йому таке щире заохочення, що Едуард вирішив там залишитися. Він оселився на вулиці, на якій жили і творили кілька інших художників у їхніх студіях.
У 1872 році він одружився з місцевою мешканкою Кларою Юнґнік (1851–1897). Наступного року його призначили професором Академії мистецтв. Серед його найвідоміших учнів були Отто Боєр і Карл Шміц-Пляйз.
З нагоди його сімдесятиріччя в 1908 році в Галереї Едуарда Шульте в Берліні відбулася велика виставка його робіт. На Große Berliner Kunstausstellung 1918 року він був нагороджений золотою медаллю. Незадовго до смерті він став почесним громадянином Дюссельдорфа. Похований на  Північному цвинтарі в Дюссельдорфі.
В його домі і студії на Розенштрасе, 41 влаштований старечий будинок Асоціації взаємодопомоги митців Verein der Düsseldorfer Künstler. Також його іменем названі вулиці в Ессені та Вупперталі.

## Творчість
За фахом батька він з самого початку був схильний до релігійної тематики. Його моделями були голландські та німецькі майстри 15—16 століть, і він прагнув до реалістичності зображення. Про нього жартували, що його здобутки у правдивості були його втратою у красі.

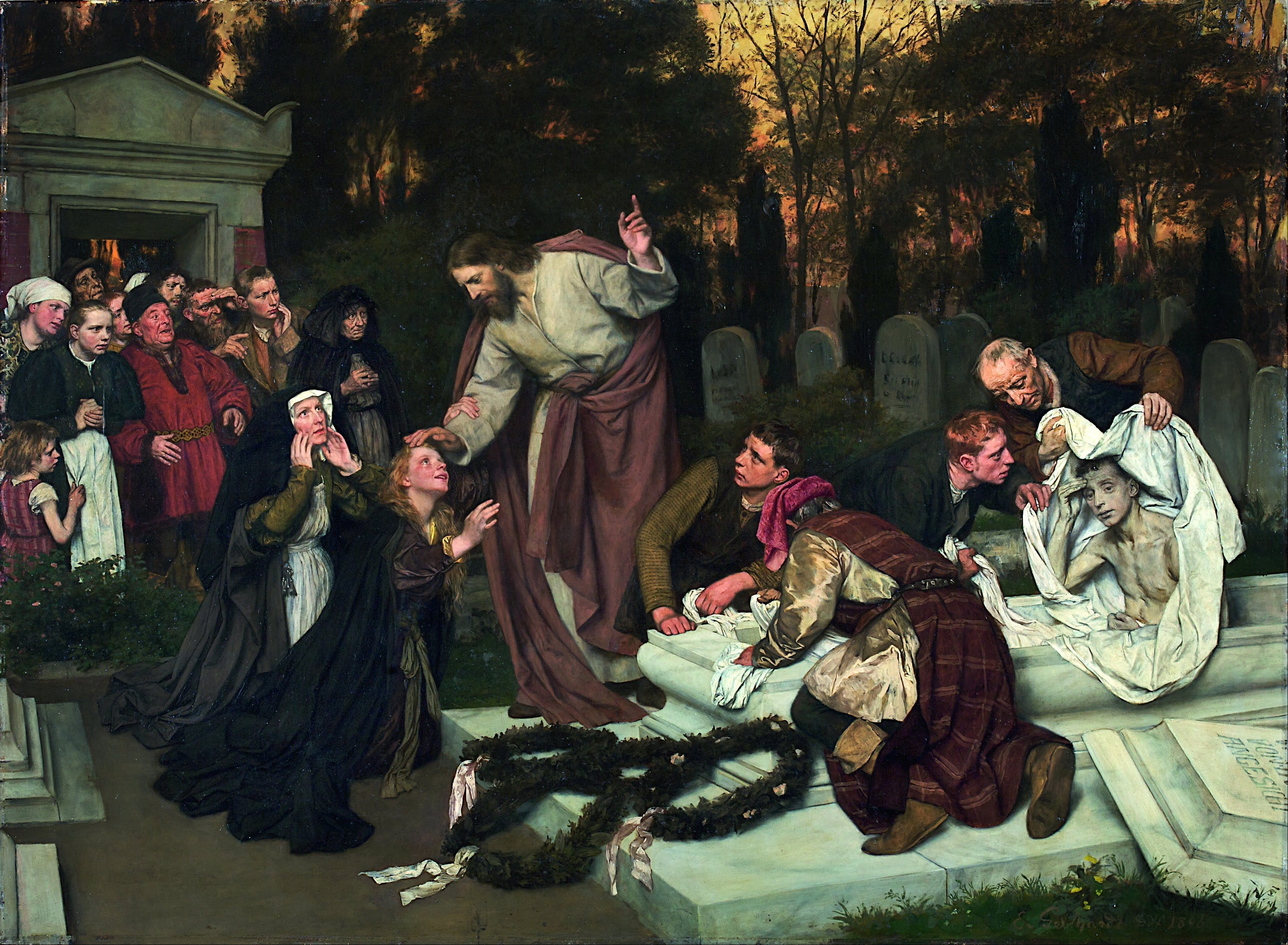
Воскресіння Лазаря

Деякі з його найвідоміших біблійних сцен:
- «Христос на хресті» (1866, Домський собор, Таллінн)
- «Таємна вечеря» (1870, Національна галерея, Берлін)
- «Розп'яття» (1873, Гамбурзька мистецька галерея)
- «Вознесіння Христове» (1881, Національна галерея, Берлін)
- «Обмивання тіла Христового» (1883, Дрезденська галерея)
- «Яків і ангел» (1893, Дрезденська галерея)
- «Христос і багатий юнак» (1892, Дюссельдорфська галерея)
- «Нагірна проповідь» (1893, Дюссельдорфська галерея)
- «Зцілення паралізованого» (1895, музей Бреслау)
- «Воскресіння Лазаря» (1896, Museum Kunstpalast)

Він також малював чудові портрети; серед них замальовки прототипів селян, які він робив, відвідуючи Естонію. Там він був викладачем відомих естонських художників, таких як Антс Лайкмаа та брати Крістіян і Пауль Рауд. Багато робіт були репродуковані у серіях колекційних карток, випущених шоколадною компанією Штольверк.

## Інші вибрані твори

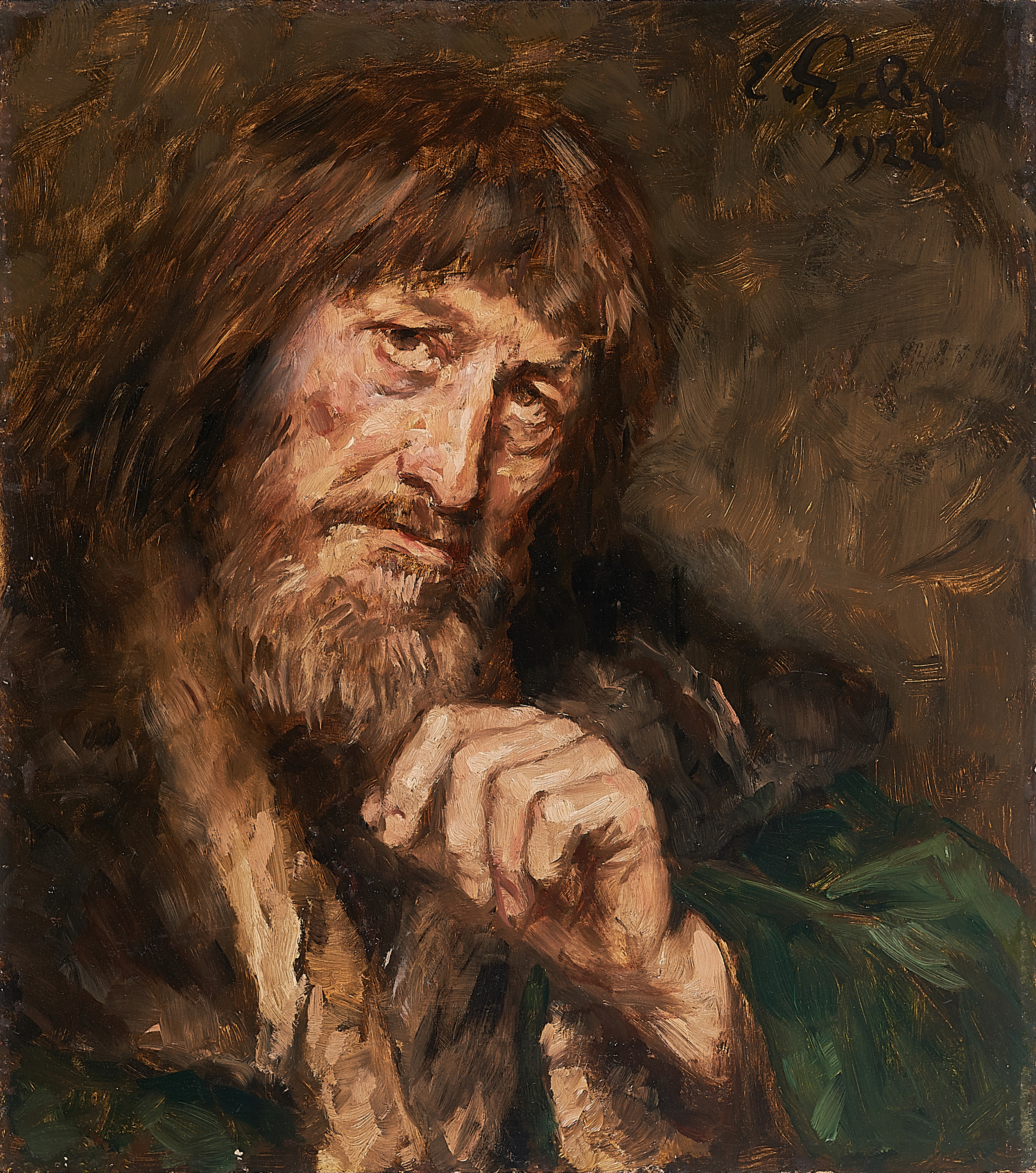
Замислений чоловік з бородою (1922)
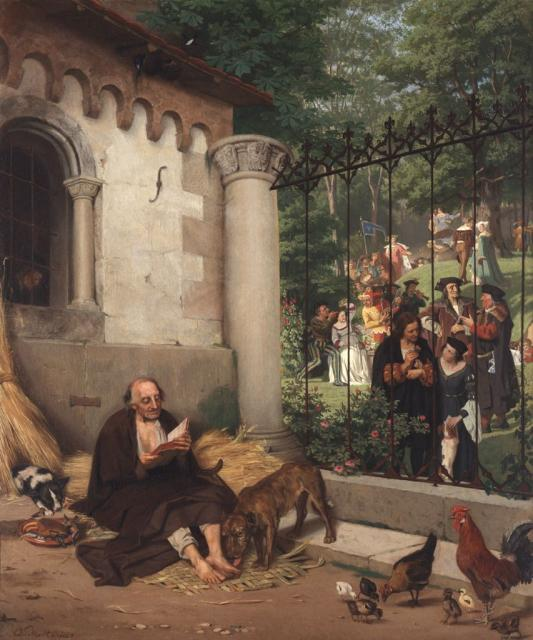
Лазар і багач (1865)
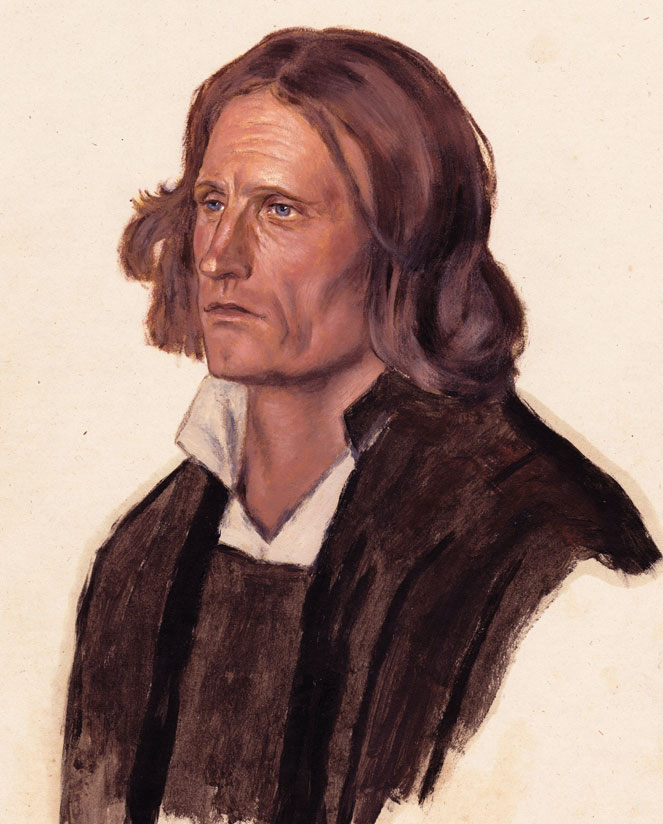
Естонський селянин (1867)
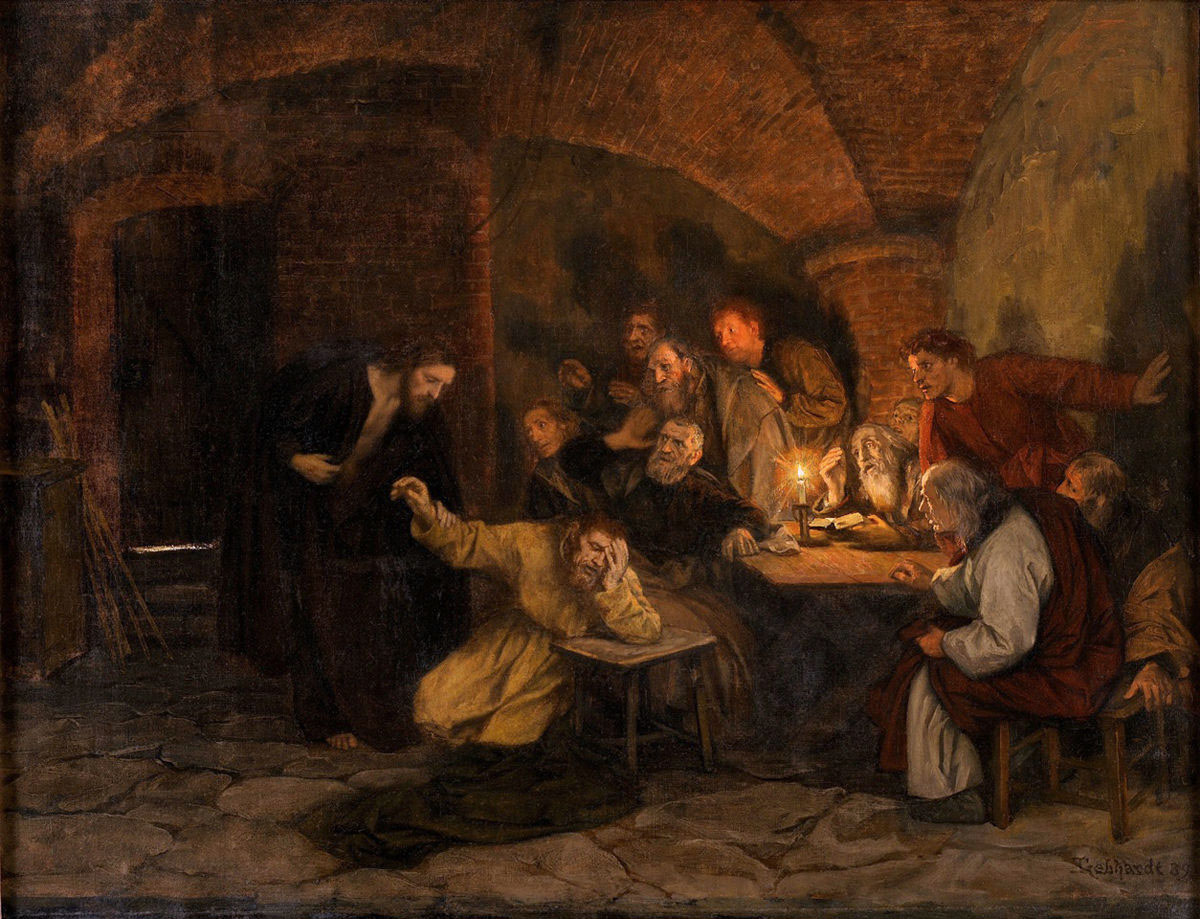
Тома невірний (невідомо)
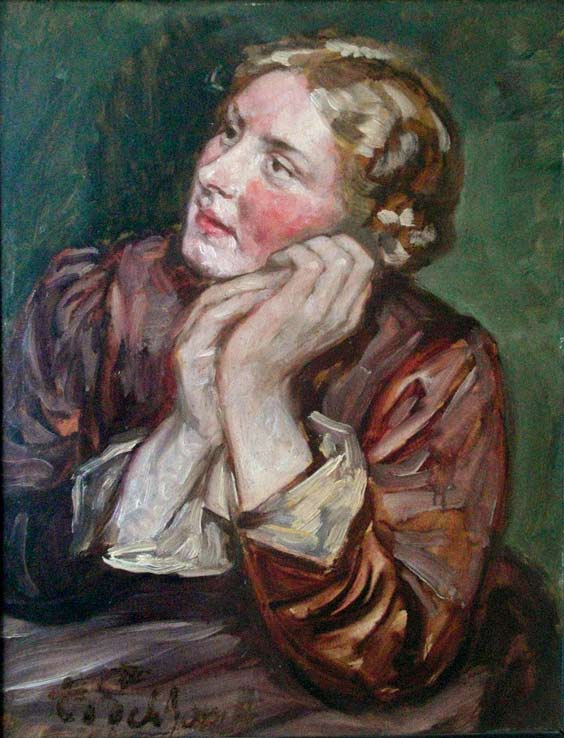
Портрет жінки (невідомо)

## Подальше читання
- Dietrich Bieber, Ekkehard Mai: "Gebhardt und Janssen – Religiöse und Monumentalmalerei im späten 19. Jahrhundert", In: Wend von Kalnein: Die Düsseldorfer Malerschule. Verlag Philipp von Zabern, Mainz 1979, ISBN 3-8053-0409-9, pg.165 ff.
- Erik Thomson and Günter Krüger: Eduard von Gebhardt – Leben und Werk, Verlag Nordostdeutsches Kulturwerk, Lüneburg 1991 ISBN 978-3-922296-61-4
- Rudolf Burckhardt: Die Wandgemälde Eduard von Gebhardts in der Friedenskirche zu Düsseldorf : 12 Blätter mit begleitenden Worten, Pestalozzihaus, Düsseldorf 1908 (Online)

## Зовнішні посилання
- Бібліографія. Едуард фон Ґебгардт // Німецька національна бібліотека
- Baltische Historische Kommission: Entry on Gebhardt, Karl Franz Eduard*. In: BBLD – Baltisches biografisches Lexikon digital
- Gebhardt, Eduard von; in the Ostdeutsche Biografie
- More works by Gebhardt @ ArtNet
- Heinrich J. Schmidt: "Eduard von Gebhard" in: Neue Deutsche Biographie (1964), pp.119–120 (Online)